# واروژان
واروژ هاخباندیان (به ارمنی: Վարուժան Հախբանդյան) با نام هنری واروژان (زادهٔ ۴ دسامبر ۱۹۳۶ – درگذشتهٔ ۱۷ سپتامبر ۱۹۷۷) موسیقی‌دان، آهنگساز و تنظیم‌کنندهٔ مشهور ارمنی‌تبار ایرانی و از بنیان‌گذاران موسیقی پاپ در ایران بود. واروژان که از او به‌عنوان «پدر ترانه‌سازی نوین ایران» نیز نام برده‌اند به‌عنوان آهنگساز و تنظیم‌کننده با بسیاری از خوانندگان پاپ شناخته‌شده دوران خود از جمله داریوش، ابی، گوگوش، فرهاد، ویگن و نلی همکاری داشته و آهنگسازی ۲۵ فیلم سینمایی را در کارنامه هنری خود دارد.

## زندگی

### کودکی و جوانی
واروژ هاخباندیان که با نام هنری واروژان شناخته می‌شود در ۴ دسامبر ۱۹۳۶ (۱۳ آذر ۱۳۱۵) در خانواده‌ای ارمنی در قزوین متولد شد. دو ساله بود که مادرش را از دست داد. واروژان پس از پایان تحصیلات مقدماتی وارد مدرسهٔ عالی موسیقی تهران شد و موسیقی را تحت آموزش استادانی نظیر روبن گریگوریان و لودویگ بازیل فراگرفت.
پس از این واروژان با بورسیهٔ رادیو و تلویزیون برای مدت چهار سال به مدرسهٔ عالی موسیقی آمریکا رفت. در سال چهارم به ایران بازگشت و از آن‌جا که در رادیو و تلویزیون به او گفتند که اگر بورسیه را جبران نکند، نمی‌تواند فعالیتی داشته باشد مجبور شد برای مدت دو سال به اهواز برود و موسیقی تدریس کند. پس از این دو سال واروژان به تهران بازگشت و برای برنامهٔ زنگوله‌ها که به کشف صدا می‌پرداخت شروع به آهنگسازی کرد.

### دوران فعالیت
در دههٔ پنجاه ذائقهٔ موسیقی جامعه کم‌کم به موسیقی پاپ گرایش پیدا می‌کرد و واروژان در این حوزه به فردی محبوب تبدیل شد. واروژان در سال ۱۹۶۸ (۱۳۴۷) برای بار اول برای فیلم جهنم سفید به کارگردانی ساموئل خاچیکیان موسیقی نوشت. واروژان به ساخت موسیقی فیلم علاقه‌مند شد و این امر موجب شد که این کار را به صورت حرفه‌ای ادامه دهد. ساخت موسیقی فیلم «حسن کچل» ساختهٔ علی حاتمی که به‌عنوان اولین اثر موزیکال سینمای ایران شناخته شده از کارهای واروژان است. واروژان این اثر را به همراه بابک افشار، اسفندیار منفردزاده و پرویز اتابکی خلق کرد. در این فیلم عهدیه، مهتاب، سوسن، افشین و کورس سرهنگ‌زاده آواز خواندند.
واروژان توانست ترانه‌های خاطره‌سازی خلق کند که در حافظهٔ مردم ماندگار شد. ترانه‌هایی مانند «هفتهٔ خاکستری»، «بوی خوب گندم»، «پوست شیر»، «پل»، «عاشقانه»، «شام آخر»، «همسفر»، «دریایی»، «باور کن»، «ماه‌پیشونی» و «گهواره» تعدادی از این ترانه‌های خاطره‌ساز است.
واروژان در سال ۱۹۷۲ (۱۳۵۱) به خاطر ساخت موسیقی فیلم صبح روز چهارم موفق به دریافت جایزه سپاس شد. هر چند به دلیل روحیهٔ خاص هنری خود از شرکت در مراسم دریافت جایزه خودداری کرد. واروژان از عکس و فیلم بیزار بود و حتی کم‌تر حاضر به مصاحبه بود.

### درگذشت

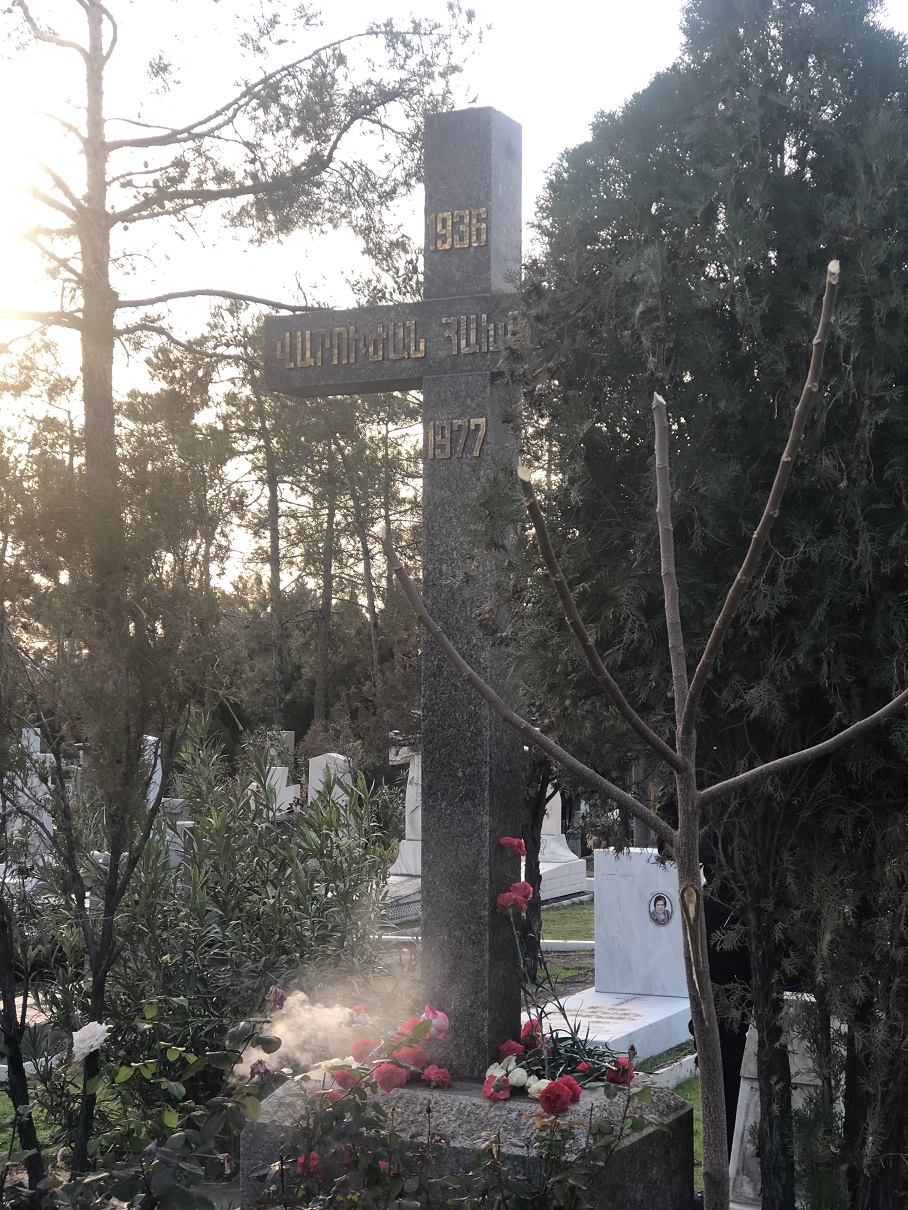
مقبره واروژان در خاوران تهران

آخرین اثر واروژان در آهنگ‌سازی، ساخت ترانه‌ای با نام «اجازه» بود که مرگ اجازهٔ ساخت به این هنرمند جوان را نداد. واروژان که از بیماری قلبی رنج می‌برد هنگام ضبط موسیقی فیلم بر فراز آسمان‌ها، ساختهٔ محمدعلی فردین، سکته کرد و پس از ۱۳ روز بستری شدن، در ساعت پنج و نیم صبح شنبه ۱۷ سپتامبر ۱۹۷۷ (۲۶ شهریور ۱۳۵۶) در ۴۰ سالگی در بیمارستان جم تهران، درگذشت و در آرامستان ارامنۀ تهران (بوراستان) به خاک سپرده شد.

## آثار

### ترانه‌شناسی
واروژان کار آهنگسازی یا تنظیم بیش از ۱۰۰ ترانه مختلف را برعهده داشته است که بعضی از آنها به عنوان آهنگهای تأثیرگذار تاریخ موسیقی پاپ ایران شناخته می‌شوند. آهنگهای «حرف»، «پُل»، «باور کن»، «شب شیشه ای»، «خوابم یا بیدارم»، «گهواره» «فصل تازه»، «همسفر»، «وقتشه»، «ماه پیشونی» و «دریایی» با صدای گوگوش، «برادر جان»، «عشق من عاشقم باش» و «بوی گندم» با صدای داریوش، «شب زده»، «پوست شیر» و «کندو» به خوانندگی ابی، «هفتهٔ خاکستری» با صدای فرهاد و «شام آخر» با صدای ستار از جمله این ترانه‌ها محسوب می‌شوند.

### فیلم‌های سینمایی
واروژان در طول عمر هنری خود برای ۲۵ فیلم سینمایی و دو مجموعهٔ تلویزیونی شامل سلطان صاحبقران موسیقی متن ساخته است.

جایزه سپاس (۱۳۵۱)

| ردیف | سال  | عنوان            | آهنگساز | نوازنده | تنظیم موسیقی |
| ---- | ---- | ---------------- | ------- | ------- | ------------ |
| ۱    | ۱۳۴۹ | حسن کچل          | آری     |         |              |
| ۲    | ۱۳۵۰ | رشید             | آری     |         |              |
| ۳    | ۱۳۵۱ | دشنه             | آری     |         |              |
| ۴    | ۱۳۵۱ | سرگروهبان        |         |         | آری          |
| ۵    | ۱۳۵۱ | صبح روز چهارم    | آری     |         |              |
| ۶    | ۱۳۵۱ | فدایی            | آری     | آری     |              |
| ۷    | ۱۳۵۱ | قدیر             | آری     |         |              |
| ۸    | ۱۳۵۱ | غریبه            |         |         | آری          |
| ۹    | ۱۳۵۲ | تنها و گل‌ها      | آری     |         |              |
| ۱۰   | ۱۳۵۲ | شهر قصه          | آری     | آری     |              |
| ۱۱   | ۱۳۵۲ | خروس             | آری     |         |              |
| ۱۲   | ۱۳۵۳ | ممل آمریکایی     |         | آری     |              |
| ۱۳   | ۱۳۵۴ | هیچکی بابا نمیشه | آری     | آری     |              |
| ۱۴   | ۱۳۵۴ | شب غریبان        | آری     |         |              |
| ۱۵   | ۱۳۵۴ | ذبیح             | آری     |         |              |
| ۱۶   | ۱۳۵۴ | خانه خراب        | آری     |         |              |
| ۱۷   | ۱۳۵۴ | کندو             | آری     |         |              |
| ۱۸   | ۱۳۵۴ | همسفر            | آری     |         |              |
| ۱۹   | ۱۳۵۵ | ماه عسل          | آری     |         |              |
| ۲۰   | ۱۳۵۵ | بت               | آری     |         |              |
| ۲۱   | ۱۳۵۵ | حرفه‌ای           | آری     |         |              |
| ۲۲   | ۱۳۵۵ | شام آخر          | آری     |         |              |
| ۲۳   | ۱۳۵۵ | علف‌های هرز       | آری     |         |              |
| ۲۴   | ۱۳۵۴ | نازنین           | آری     | آری     |              |
| ۲۵   | ۱۳۵۶ | در امتداد شب     |         | آری     |              |
| ۲۶   | ۱۳۵۶ | سلام تهران       |         | آری     |              |
| ۲۷   | ۱۳۵۶ | کوسه جنوب        | آری     |         |              |
| ۲۸   | ۱۳۵۶ | بر فراز آسمان‌ها  | آری     |         |              |

## جوایز و اثرگذاری
در سال ۱۳۵۱ به خاطر تهیه موسیقی متن فیلم صبح روز چهارم برنده جایزهٔ سپاس شد.

### تأثیر
واروژان هاخباندیان فعالیت شایان توجهی در امر موسیقی فیلم داشت و آثار وی از نمونه‌های شاخص موسیقی فیلم در سینمای قبل از انقلاب بود. آثار وی نقش بسزایی در پیشرفت موسیقی پاپ و به‌خصوص موسیقی فیلم در ایران داشته است.

## بزرگداشت
در ۱۵ آذر ۱۳۸۶ به مناسبت هفتاد و یکمین سالگرد تولد واروژان به همت و با همکاری اعضای «خانه ترانه» و با حضور خانوادهٔ واروژان، در فرهنگسرای دانشجو (بوستان شفق) مراسمی برای بزرگداشت این هنرمند فقید برگزار شد.
به مناسبت هشتادمین زادروز واروژان هاخباندیان (۱۳ آذر) برنامه یادبودی با حضور اهالی موسیقی و خانواده ایشان برگزار شد، علاقه مندان حاضر در برنامه، ابتدا از خانه ای که ایشان در آن اقامت داشتند بازدید و سپس از استودیو پاپ (آخرین مکان حضور ایشان در عرصه موسیقی) بازدید کردند و در نهایت امر علاقمندان با حضور در گورستان ارامنۀ تهران (بوراستان) و با حضور خانواده ایشان با اهدای گل در کنار آرامگاه واروژان یادش را گرامی داشتند.

هشتادمین زادروز واروژان در ۸ دسامبر ۲۰۱۶ در محل سالن اجتماع کودکستان ارامنۀ تهران در کلوپ سوکریان با حضور هنرمندان و پیشکسوت‌های تاریخ معاصر موسیقی ایران از جمله: پوری بنایی، تورج شعبانخانی، ناصر چشم‌آذر، پری زنگنه، محمد صالح اعلا، ویگن داوودی (بنیان‌گذار استودیو پاپ) هوشنگ گلمکانی و جمعی از نشریه‌های موسیقی و هنری با حضور خانوادهٔ او به پایان رسید. در حین اجرای مراسم پیام زویا زاکاریان و آرمیک توسط حمید ناصحی (ترانه‌سرا و روزنامه‌نگار موسیقی) و پیام شهیار قنبری توسط رامتین خداپناهی (بازیگر) قرائت شد. ویگن داوودی از بازسازی و اجرای دوبارهٔ ۹۰ درصد آثار واروژان خبر داد. برگزار کنندگان این مراسم ویگن داوودی و حمید ناصحی بودند و اجرای این برنامه هم به عهدهٔ رامتین خداپناهی بود.
در زمستان ۱۳۹۶، به کوشش حسین عصاران، کتاب واروژان به فارسی منتشر شد که به بررسی زندگی واروژان می‌پردازد. چاپ‌های اولیه این کتاب توسط نشر رشدیه و چاپ‌های بعدی توسط انتشارات نگاه به بازار آمد.